# Anson (Texas)
Anson è un comune (city) degli Stati Uniti d'America e capoluogo della contea di Jones nello Stato del Texas. La popolazione era di 2,430 persone al censimento del 2010. Fa parte dell'area metropolitana di Abilene. Originariamente nota come Jones City, la città ha cambiato nome in Anson nel 1882 in onore di Anson Jones, l'ultimo presidente della Repubblica del Texas.

## Geografia fisica
Anson è situata a 32°45′20″N 99°53′47″W (32.755529, −99.896301).
Secondo lo United States Census Bureau, ha un'area totale di 2,1 miglia quadrate (5,4 km²).

## Società

### Evoluzione demografica
Secondo il censimento del 2000, c'erano 2,556 persone.

### Etnie e minoranze straniere
Secondo il censimento del 2000, la composizione etnica della città era formata dal 75,82% di bianchi, il 2,78% di afroamericani, lo 0,47% di nativi americani, lo 0,74% di asiatici, il 18,62% di altre razze, e l'1,56% di due o più etnie. Ispanici o latinos di qualunque razza erano il 32,63% della popolazione.